# Vincenzo Foppa
Pour les articles homonymes, voir Foppa.
Vincenzo Foppa (Bagnolo Mella, entre 1425 et 1430 - Brescia, 1515 ou 1516) est un des premiers grands peintres de l'école lombarde, rendu célèbre par sa peinture naturaliste et vivante.

## Biographie

### Formation
Il est né à Bagnolo Mella, près de Brescia qui appartenait alors à la république de Venise. Vasari le signale comme exerçant à Padoue, où il a pu avoir été fortement influencé par Mantegna dans l'atelier de Francesco Squarcione.
La formation de Vincenzo Foppa doit être essentiellement liée au monde courtois, bien vivant dans la première moitié du XVe siècle dans toute la Lombardie. Il a pu admirer les fresques réalisées par Gentile da Fabriano entre 1414 et 1419 au Palazzo Broletto de Brescia, réalisées sur commande de Pandolfo Malatesta, et malheureusement, par la suite, presque entièrement détruites. Il a vu dans sa ville la somptueuse Annonciation tissée d'or de Jacopo Bellini et les toiles brillantes d'Antonio Vivarini peintes quelques années plus tôt. Dans son œuvre connue la plus ancienne, Foppa montre qu'il adhère aux goûts locaux : la Vierge à l'Enfant avec des anges, dans laquelle les relations avec le monde gothique s'épuisent en conventionnalité graphique et linéaire, empruntées à Bonifacio Bembo, qui fut probablement son maître. L'espace porte les traces d'une norme plus logique ; les volumes et les draperies plus corsés y révèlent déjà la poétique naturaliste qui sera propre aux œuvres de sa maturité.
Comme pour d'autres peintres lombards, ses premières œuvres ont des influences multiples : des Toscans (Donatello, Paolo Uccello, Filippo Lippi) filtrés par la médiation de la scène artistique padouane, en particulier de Mantegna, à la culture vénitienne, provençale et flamande, ainsi que bien sûr du monde féerique du gothique international dont Milan et dans toute la Lombardie sont l'un de ses centres les plus importants en Italie.

### Premières œuvres

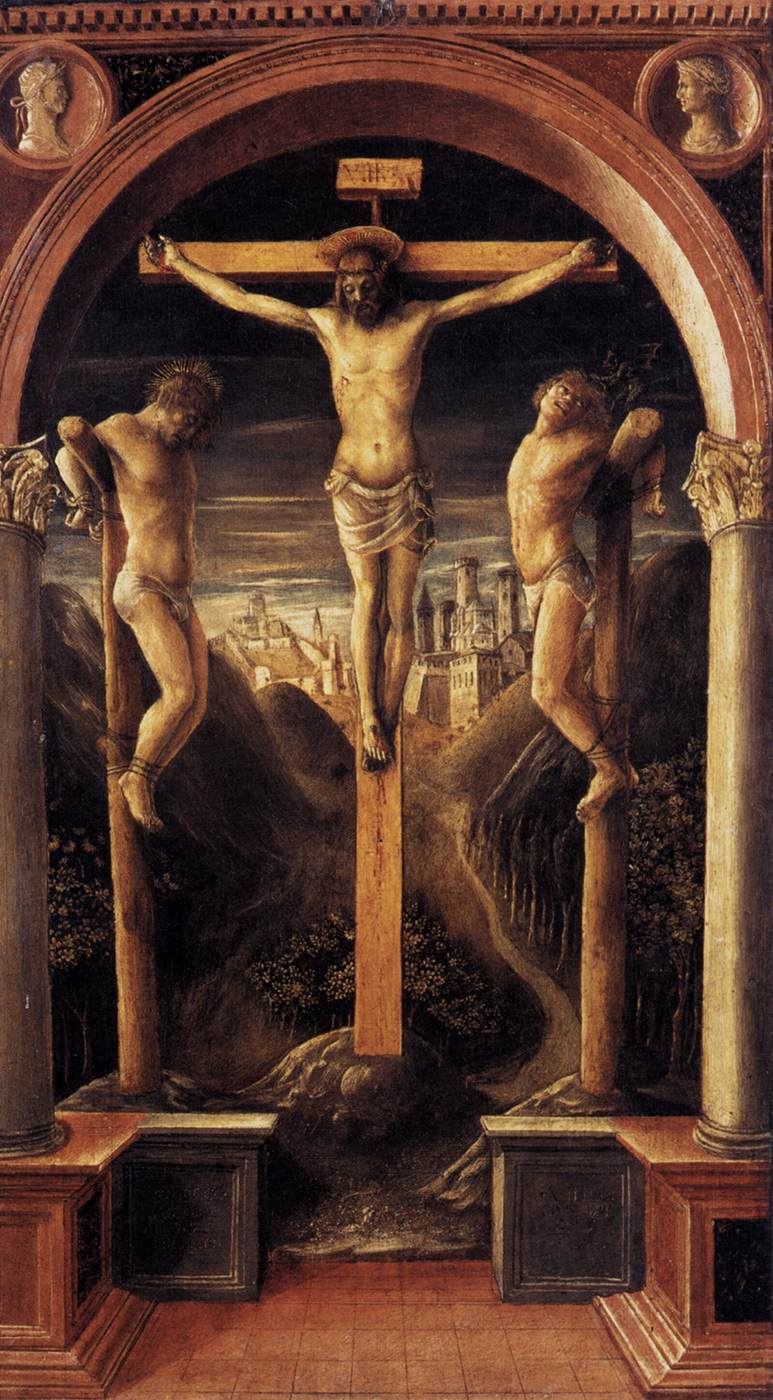
Vincenzo Foppa, Crucifixion.

Les premières œuvres connues de Foppa sont un Saint Bernard et  les Trois Crucifiés de Bergame (Académie Carrara), créées dans le sillage de Gentile da Fabriano et Jacopo Bellini ; la première œuvre est signée et datée de 1456, et la seconde montre une architecture classique d'origine padouane, avec un arc de triomphe orné de médaillons anciens, où les trois personnages en perspective se détachent, alors que le paysage est toujours lié au goût international. Comme le mentionne le critique Lancetti : « [...] dans le fond du paysage, derrière les trois croix, à gauche le château de Sabbionara di Avio, résidence des seigneurs de Castelbarco, à droite une ville à tourelles identifiable à Trente [...], les montagnes encadrent la vallée étroite d'une rivière (Adige) qui divise symétriquement les rives paysagées du beau retable [. . . ] ». Déjà, dans ces premiers travaux, la géométrie perspective rigide de la matrice toscane est dépassée au profit d'une plus grande attention au rendu de la lumière, avec des luminescences soudaines qui touchent l'architecture et les roches. Ainsi le sol au pied du Golgotha, la montagne et les corps peints, apparaissent lumineux avec une extraordinaire liberté picturale.

### Entre Pavie et Gênes (1455-1463)

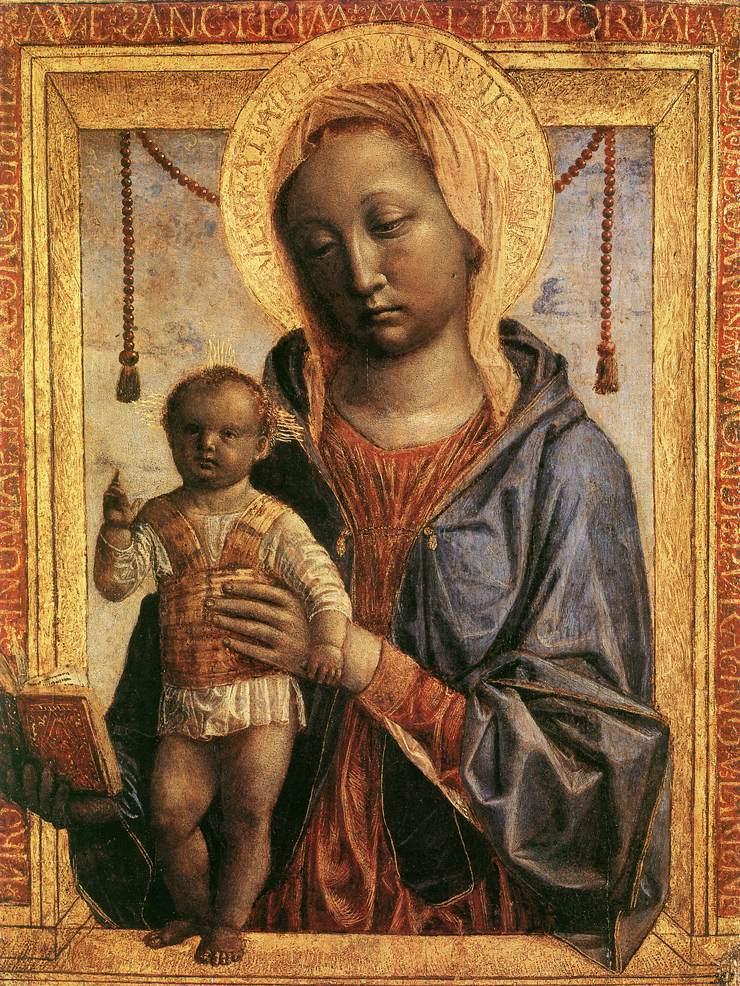
Vincenzo Foppa, Madonna del Libro.

Entre 1455 et 1456, après être passé peut-être par Mantoue, Foppa s'installe avec sa famille à Pavie, dans le duché de Milan, alors soumis à la seigneurie des Sforza. Les panneaux d'un polyptyque dont seuls les demi-bustes des Saints Siro et Paolo nous sont parvenus, datent de cette période et dévoilent sa connaissance des œuvres de Donatello et Andrea Mantegna.
Le Saint Jérôme pénitent de l'Académie Carrara de Bergame, un peu postérieur à la Crucifixion, semble répondre à un besoin immédiat de représentation dramatique que le maître a résolu avec une audace remarquable en éclairant la scène de manière incidente par la gauche. De forts accents d'investigation naturaliste et d'adoucissements luministes pathétiques d'inspiration flamande s'ajoutent à la suggestion Padouane et Donatellesque.
La fresque, désormais presque illisible, de la Vierge de l'oratoire de San Giacomo della Cerreta présente un contraste entre la lumière authentique, qui investit l'image de droite avec l'ombre réelle projetée à gauche, et les volumes préétablis, retenus par un éclairage conventionnel.
Ses premières œuvres montrent une prédilection pour les formes sculptées à fort relief, qui diminue progressivement sous de nouvelles influences. La Madone embrassant l'Enfant et la Madonna del Libro, toutes deux à la Pinacothèque du Château des Sforza à Milan, sont deux autres chefs-d'œuvre de cette période. Avec l'utilisation innovante d'un matériau traditionnel tel que l'or des miniatures du gothique tardif, Foppa construit, avec une maîtrise technique très forte et libre, des rayons lumineux qui lissent et nettoient les formes, en passant par des transitions calibrées d'ombres et de plans.
La somptueuse gamme chromatique des émaux dorés et la sécheresse du modelage conduisent à dater de cette époque les Saints Théodore et Augustin, également au Musée du Château Sforza, le Saint Christophe du Musée d'Art de Denver, et les Saints Baptiste et Dominique, désormais dans une collection privée de Bergame.
En 1461, Foppa est à Gênes où il peint la chapelle des Prieurs de San Giovanni dans la cathédrale, créant également un polyptyque pour San Domenico (œuvres perdues). Dans la ville ligurienne, peut-être à travers l'exemple de Donato de 'Bardi, il entre en contact plus étroit avec la peinture flamande, comme en témoigne la Vierge à l'Enfant pour l'église Santa Maria del Carmine de Pavie, signée et datée de 1463.

### Dans le Milan de Francesco Sforza

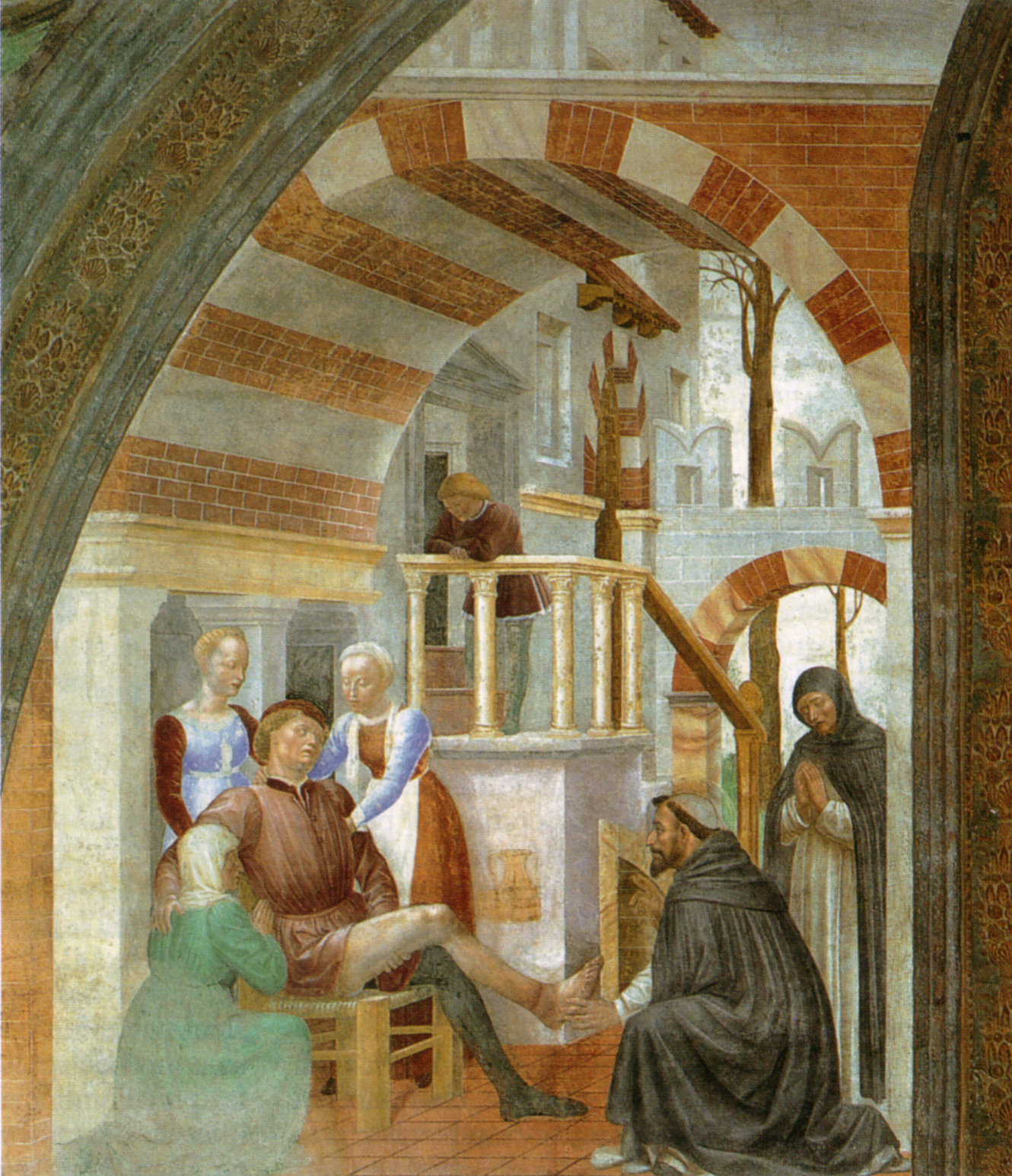
Vincenzo Foppa, chapelle Portinari, Miracle de Narni.

Toujours en 1463, Foppa est appelé par Francesco Sforza à Milan, qui lui demande de peindre le portique de l'Ospedale Maggiore, aujourd'hui perdu, avec la Cérémonie de la pose de la première pierre, qui eut lieu le 12 avril 1457. En 1465, il est documenté dans l'un des plus grands chantiers de construction de Sforza en Lombardie, la Chartreuse de Pavie, où il reçoit un paiement pour avoir peint [...] prophetis et certis altris figuris dans le grand cloître, œuvres perdues.
Il est rapporté dans le Traité d'architecture de Filarete que dans la loggia du jardin du siège milanais de la Banque des Médicis, des scènes de l'histoire romaine ont été peintes par le maître de Brescia, y compris « Trajan très digne et bien fait, avec d'autres figures ornementales ». Il reste de ce cycle, la fresque détachée de l'Enfant lisant Cicéron, qui illustre l'interprétation lombarde de la Renaissance florentine : un naturalisme frais et serein est lié à la recherche explicite de la solennité compositionnelle et de la simplification formelle, en particulier dans le ciel sombre proche des arbres et dans la douceur calme de la silhouette enfantine.
Néanmoins, l'œuvre la plus significative de sa période milanaise est sans aucun doute la décoration de la chapelle Portinari (1464 -1468) dans la basilique Sant'Eustorgio, dans laquelle Foppa peint quatre tondi avec des docteurs de l'Église dans les pendentifs, huit bustes de saints dans les oculi à la base du dôme, des scènes de la Vie de saint Pierre Martyr dans les lunettes des murs latéraux, l'Annonciation dans l'arcature et l'Ascension dans la contre-façade.
Les fresques de chaque mur sont construites avec un seul point de fuite qui tombe en dehors de la composition, afin d'unifier les épisodes dans les lunettes. Foppa, cependant, diffère de la perspective « toscane » classique en raison de sa sensibilité atmosphérique d'origine, qui adoucit les contours et la rigidité de la géométrie : c'est en fait la lumière qui rend la scène humainement réelle, graduant les volumes et les distances, et offrant ainsi un exemple éloquent de ce qui sera défini comme la « perspective lombarde ». En général, le goût du récit simple, mais efficace et compréhensible, prévaut, se déroulant dans des lieux réalistes, avec des personnages rappelant le quotidien, en accord avec les préférences pour le récit didactique des dominicains : il y a des visages dans les Histoires de la vie du Saint, qui sont parmi les plus vrais du nord de l'Italie au XVe siècle.
Ses souvenirs encore vifs du plasticisme padouan, avec quelques suggestions Ferraraises, trouvent un moyen de s'exprimer de manière décisive dans des œuvres de plus petit format, comme dans la petite Vierge à l'Enfant des musées d'État de Berlin qui présente une caractérisation physionomique intense.

### Œuvres de 1470 à 1490

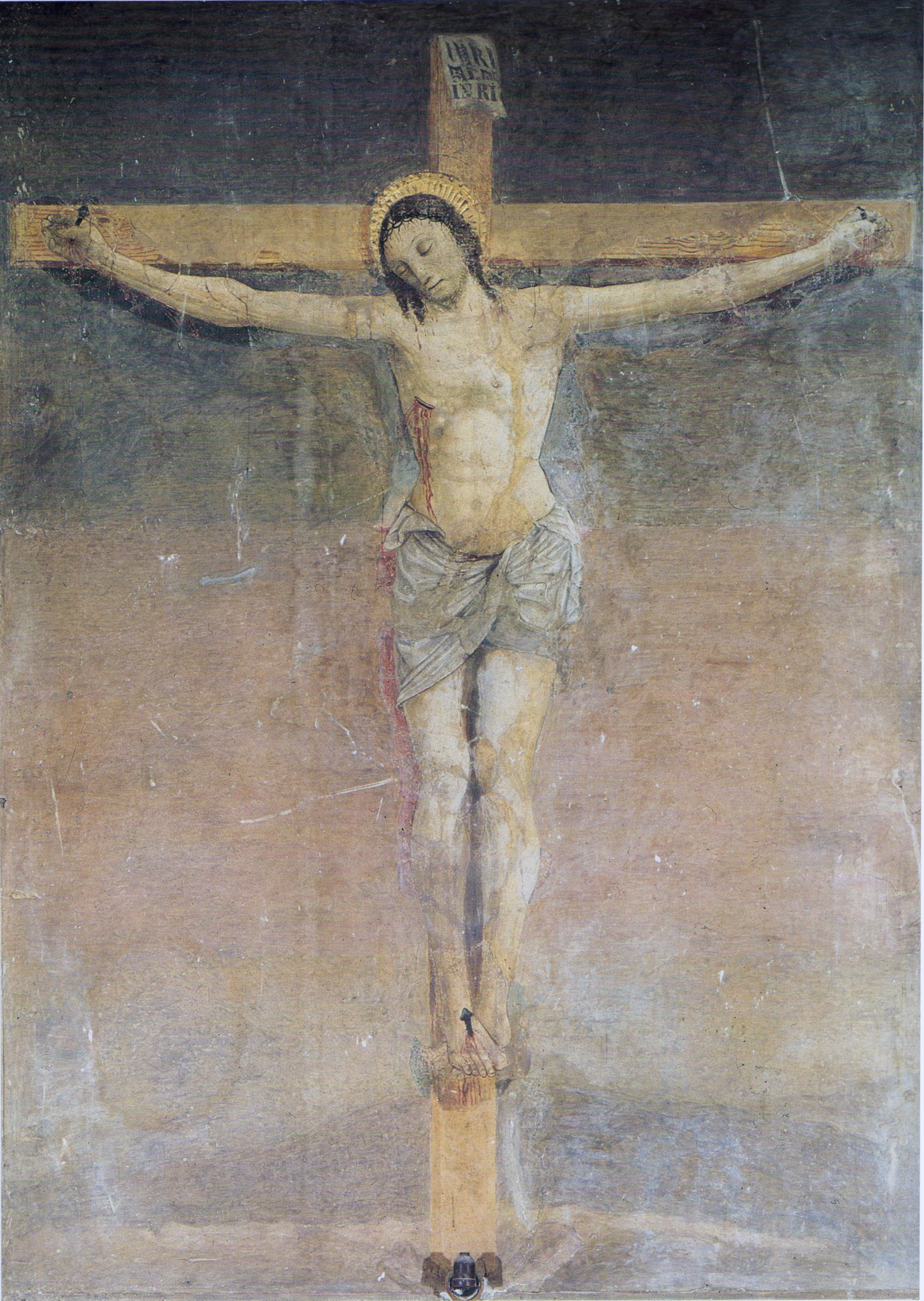
Foppa, Christ crucifié, église del Carmine à Brescia.

De nombreuses commandes affluent durant les vingt années qui suivent l'achèvement des fresques de Portinari (1470-1490). Les œuvres peintes entre 1470 et 1485 marquent la pleine maturité de l'artiste, qui domine, en tant que chef-de-file incontesté, au moins jusqu'à l' arrivée de Léonard de Vinci, le panorama de la peinture, non seulement en Lombardie, mais aussi en Ligurie et dans le Piémont.
À Pavie, ville dont il devient citoyen en 1468, il collabore avec Zanetto Bugatto et Bonifacio Bembo à la décoration de la grandiose ancône des reliques du château du nouveau duc Galeazzo Maria Sforza, œuvre qui a été détruite.
A Brescia, dans la voûte de la chapelle Averoldi de l'église del Carmine, il peint de puissants Évangélistes aux visages enrichis d'argent dans des vesica piscis de nuages et d'anges, façonnés par la couleur saturée de clair-obscur d'une rare efficacité plastique. La grande fresque sur toile avec le Christ crucifié servant de retable lui est aussi généralement attribuée.
L'Adoration de l'Enfant de Détroit, maintenant en mauvais état après une restauration trop agressive, date de 1478.
Dans ces peintures d'autel, l'amour de l'or des écoles lombarde et ligure trouve une exaltation notable, également liée à un défilé d'images héraldiques isolées dans les niches aux peintures dorées, ou au contraire adossés à des paysages d'une immédiateté picturale surprenante.

### Foppa et Bramante

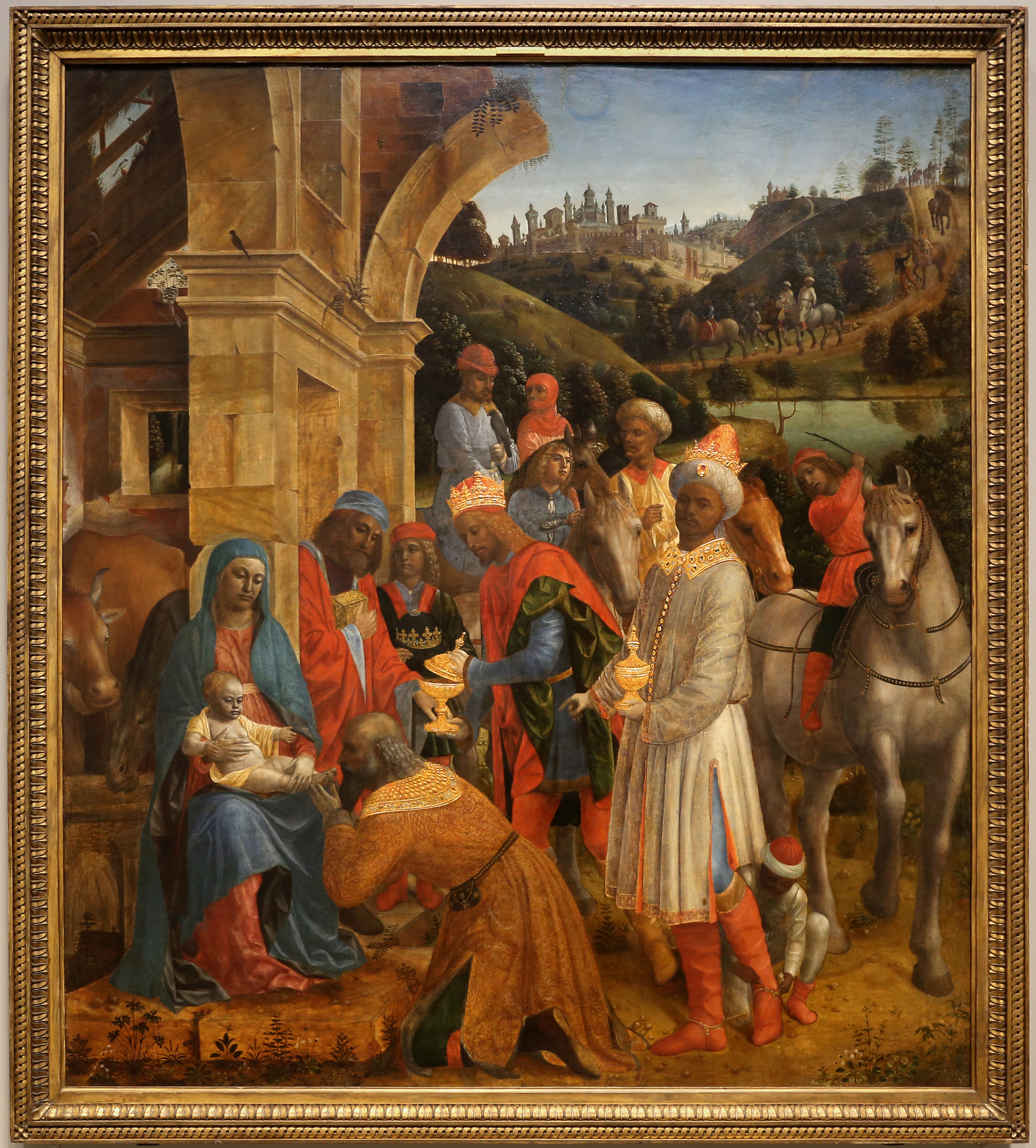
Vincenzo Foppa, Adoration des Mages, 1500 ca.

Après la petite Madone de la collection Contini-Bonacossi à Florence, qui peut être adjointe au polyptyque de Bergame, Foppa s'engage dans la recherche d'une spatialité plus rigoureuse et d'une vibration du clair-obscur plus subtile. Sur la base de l'ordre spatial de Bramante, les compositions prennent un souffle plus rationnellement monumental, dans lequel les hypothèses fondamentales, la couleur et la lumière de Foppa, sont cependant placées comme protagonistes des graduations des distances : les accents sont placés sur la représentation humaine des différents personnages et sur la réfraction de la lumière sur divers matériaux, à la recherche de la vérité optique, dénuée d'intellectualisme.
La proximité avec Bramante est évidente dans les fresques de l'église Santa Maria in Brera, maintenant à la pinacothèque de Brera, avec la Madonna del Tappeto et Saint Sébastien (vers1486). S'ensuit un séjour à Savone, où il peint deux polyptyques : le premier pour Manfredo Fornari en 1489, et l'autre, le célèbre ancône de Nostra Signora di Castello, pour Giuliano della Rovere, le futur pape Jules II, en collaboration avec Ludovico Brea et autres artisans, créateurs entre autres, du cadre Renaissance.
Ces années, Foppa est liée aux environnements artistiques précurseurs du duché et s'engage dans une œuvre inhabituelle, la dite Pala Bottigella (1480-1484) à Musées Civiques de Pavie, commandée par Giovanni Matteo Bottigella. Dans cette œuvre, l'espace est saturé de personnages, de sorte que la perspective perd sa primauté au profit de la lumière, utilisée ici pour accentuer les moindres détails. D'autres petites tables de dévotion domestique, comme la Vierge à l'Enfant, sont de très heureux exemples d'un « vénitianisme foppesque », plus proches dans le schéma de composition, des conversations sacrées de Giovanni Bellini que des encombrants retables lombard.
Les œuvres de ces années se caractérisent par une ampleur solennelle, avec une mise en valeur des valeurs lombardes : à partir de l'Annonciation (Isola Bella, collection Borromeo), dans laquelle le clair-obscur vibrant est ravivé, à l'Adoration des Mages de la National Gallery de Londres (dont la date et la destination d'origine sont inconnues), résumé solennel des motifs de la poétique de Foppa, aux Saints Bartholomé et Grégoire, jusqu'à la Pala dei Mercanti.

### Dernières œuvres

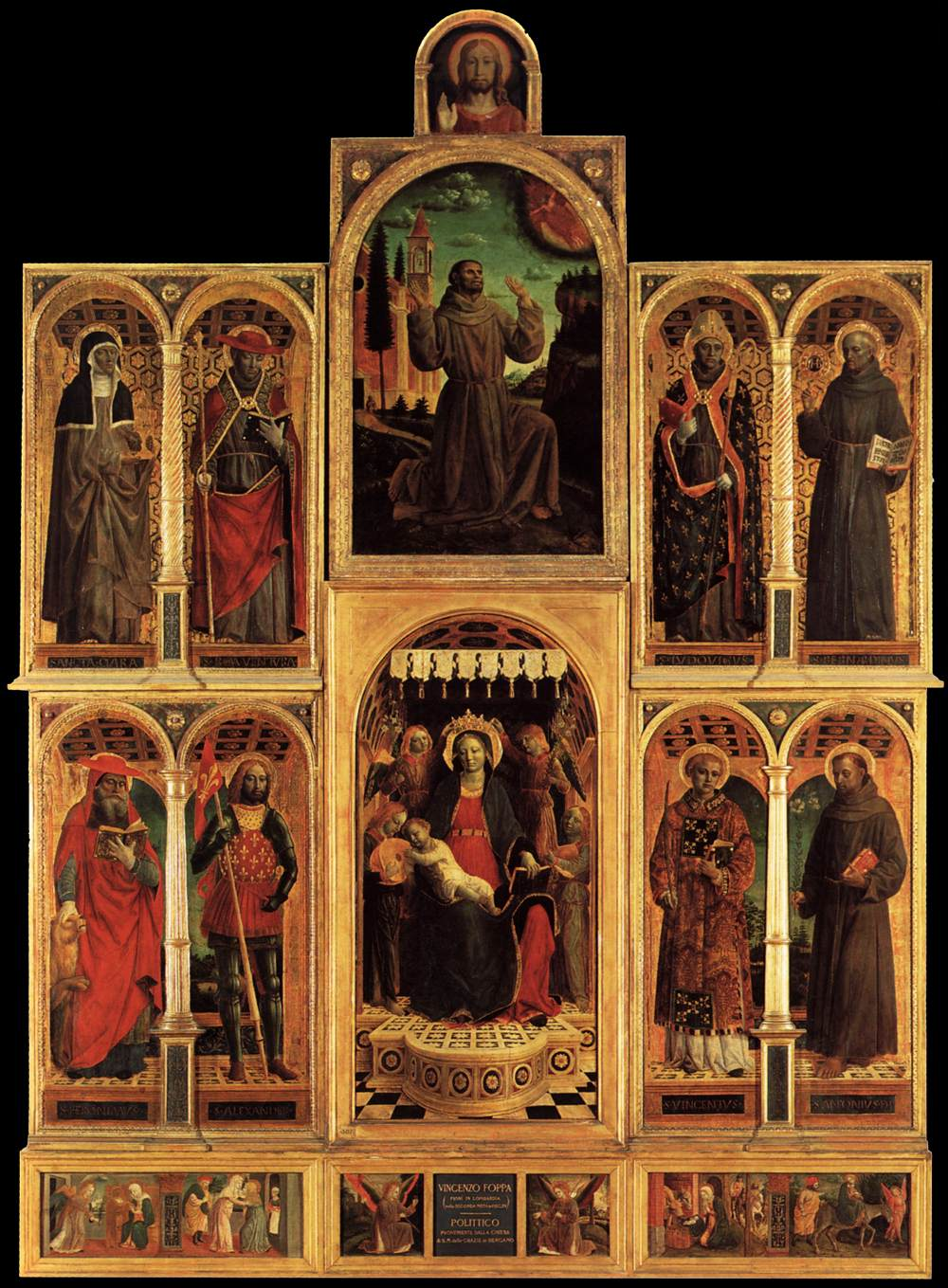
Retable de Santa Maria della Grazie
1476, Brera

Foppa revient à Brescia, peut - être fuyant la vigueur de Bramante et de Leonard, et là, il vit jusqu'à sa mort, dans la solitude, la peinture et l'enseignement, jetant les bases du développement d'une école locale en plein essor. De 1489 à 1495, la ville de Brescia lui verse un salaire afin qu'il instruise les jeunes artistes. Il est encore à Pavie en 1491 et en 1499, et à Milan en 1508.
Un polyptyque pour l'église Saint-Nazaire-et-Saint-Celse à Brescia, date de1492 ; l'œuvre sera remplacée une trentaine d'années plus tard par le polyptyque Averoldi de Titien, ce qui entraînera le démembrement des panneaux. La Nativité de Jésus, à l'origine le panneau central de l'ouvrage, est maintenant installé dans l'église de Santa Maria Assunta à Chiesanuova, à l'ouest de Brescia, tandis que les deux autres panneaux restant, représentant Sainte Apolline et Saint Jean-Baptiste, sont conservés dans la pinacothèque Tosio Martinengo.
Foppa reste fermé, orgueilleusement,aux nouveautés, comme cela est également clairement visible dans son dernier travail milanais, la Déposition (1498) peinte pour l' église San Pietro in Gessate sur commande de Renato Trivulzio, transférée plus tard à Berlin et détruite pendant la Seconde Guerre mondiale.
La Pala della Mercanzia de l'église San Faustino à Riposo, aujourd'hui à la Tosio Martinengo, conçue avec une forte absoluité linéaire et lumineuse dénuée de tout élément redondant, est également daté à la fin du XVe siècle.
La commande du polyptyque du Saint-Sacrement pour la chapelle du Saint-Sacrement de la basilique San Pietro de Dom à Brescia remonte à 1501. Il est transféré plus tard à un endroit plus prestigieux, sur le maître-autel, et finalement démembré, probablement en 1604, lorsque la basilique est démolie lors de la construction de la nouvelle cathédrale. Considérées comme perdus, deux tableaux d'appoint ont été identifiés en 1939, puis achetés par la Banca San Paolo en 1998, et enfin réunis en 2007 dans la collection Ubi Banca. Le polyptyque de Santa Maria delle Grazie, réalisé pour l'église Santa Maria Immacolata delle Grazie et commandé par Martino Grassi pour le maître-autel, est maintenant conservé à la pinacothèque de Brera. Ce polyptyque, daté traditionnellement vers 1476, est maintenant considéré comme une œuvre plus ancienne, datée après 1500.
Une de ses dernières entreprises, l'étendard d'Orzinuovi, date de 1514.

## Influences
Dans sa timide austérité, Foppa n'a probablement pas perçu la signification historique de son message qui a certainement constitué le nœud le plus vital de l'art lombard pendant plus d'un siècle.
Son style s'apparente à celui d'Andrea del Castagno et de Carlo Crivelli et il est reconnu de son vivant, particulièrement pour sa compétence dans différents modes de perspective. Mais beaucoup de ses œuvres ont été perdues.
Il a influencé les travaux de Vincenzo Civerchio et de Romanino.

## Œuvres

### Années 1450-1470
- La Crucifixion, 1456, tempera sur bois, 68 × 38 cm, Académie Carrara, Bergame
- Saint Jérôme pénitent[9], 1460, tempera et or, 32 × 47 cm, Fond Lochis, Académie Carrara, Bergame
- Adoration du Christ enfant, 2e moitié du XVe siècle, tempera et huile sur panneau, 175 × 84 cm, Santa Maria Assunta in Chiesanuova, Brescia
- Saint Étienne le martyr, et Saint Michel Archange[10], tempera sur bois, 89 × 34 cm, Musée de l'Ermitage, Saint-Pétersbourg
- Vierge à l’enfant, 1460, peuplier, 57 × 41 cm, Gemäldegalerie (Berlin)
- Le Jeune Cicéron à la lecture, 1464, fresque, 99 × 133 cm, The Wallace Collection, Londres ;
- Vierge à l'Enfant au Livre, 1460-1468, tempera sur bois, Castello Sforzesco, Milan
- Histoire de saint Pierre martyr, 1468, fresque, Sant'Eustorgio Cappella Portinari, Milan

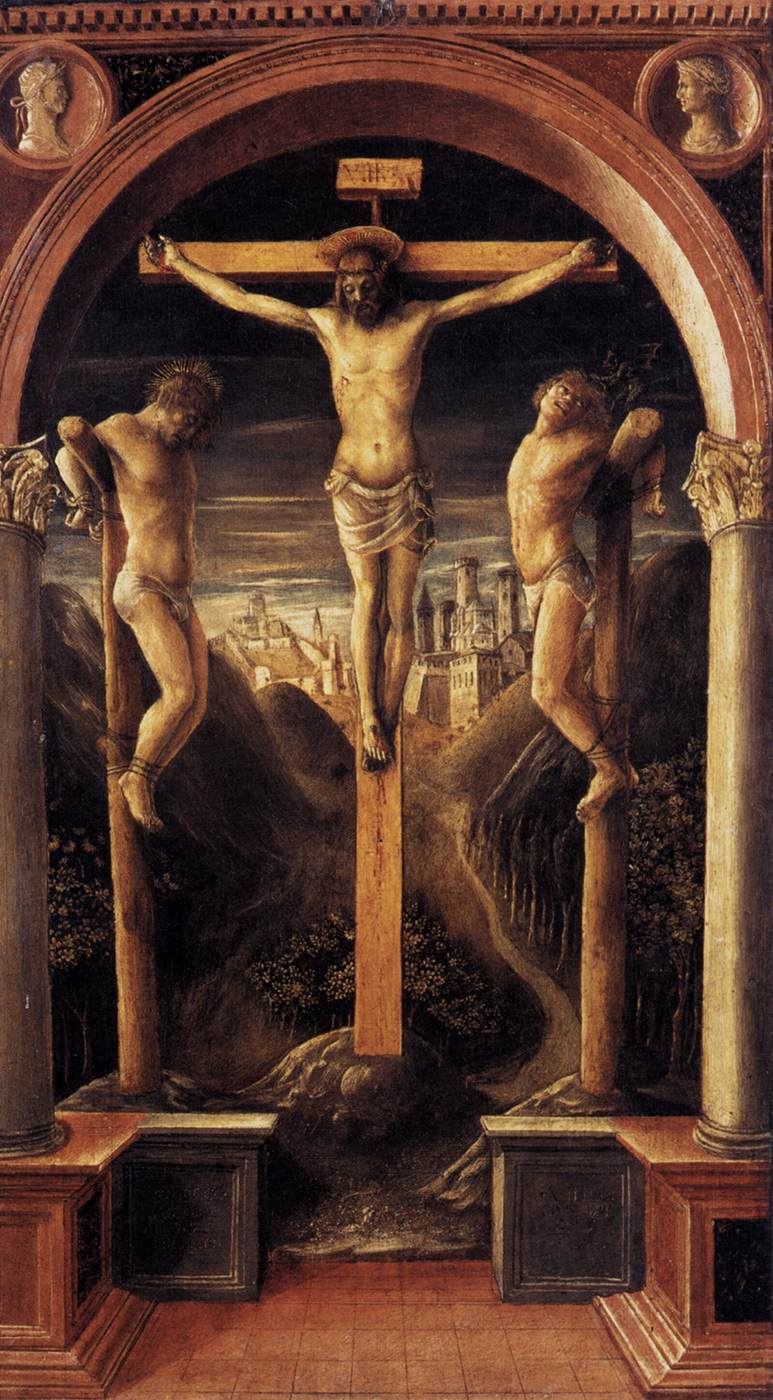
Crucifixion1456, Carrare.
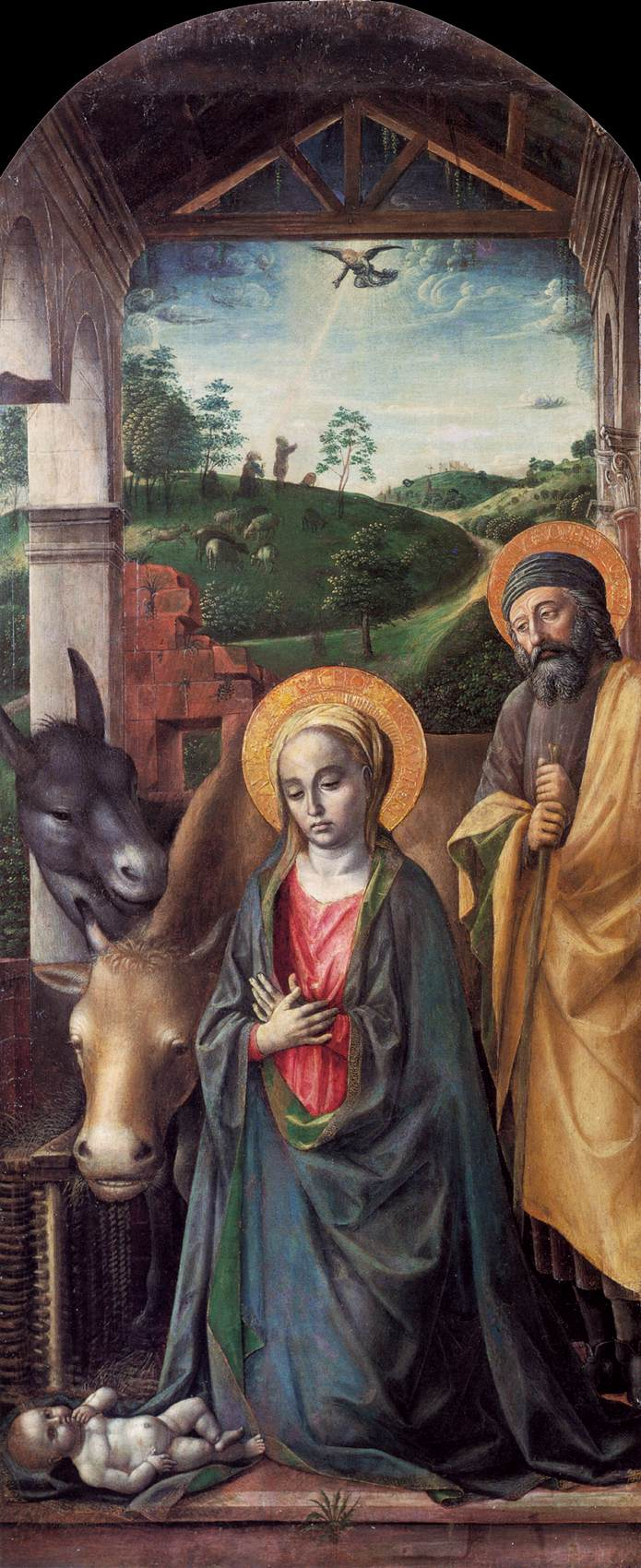
AdorationSanta M. Assunta, Brescia.
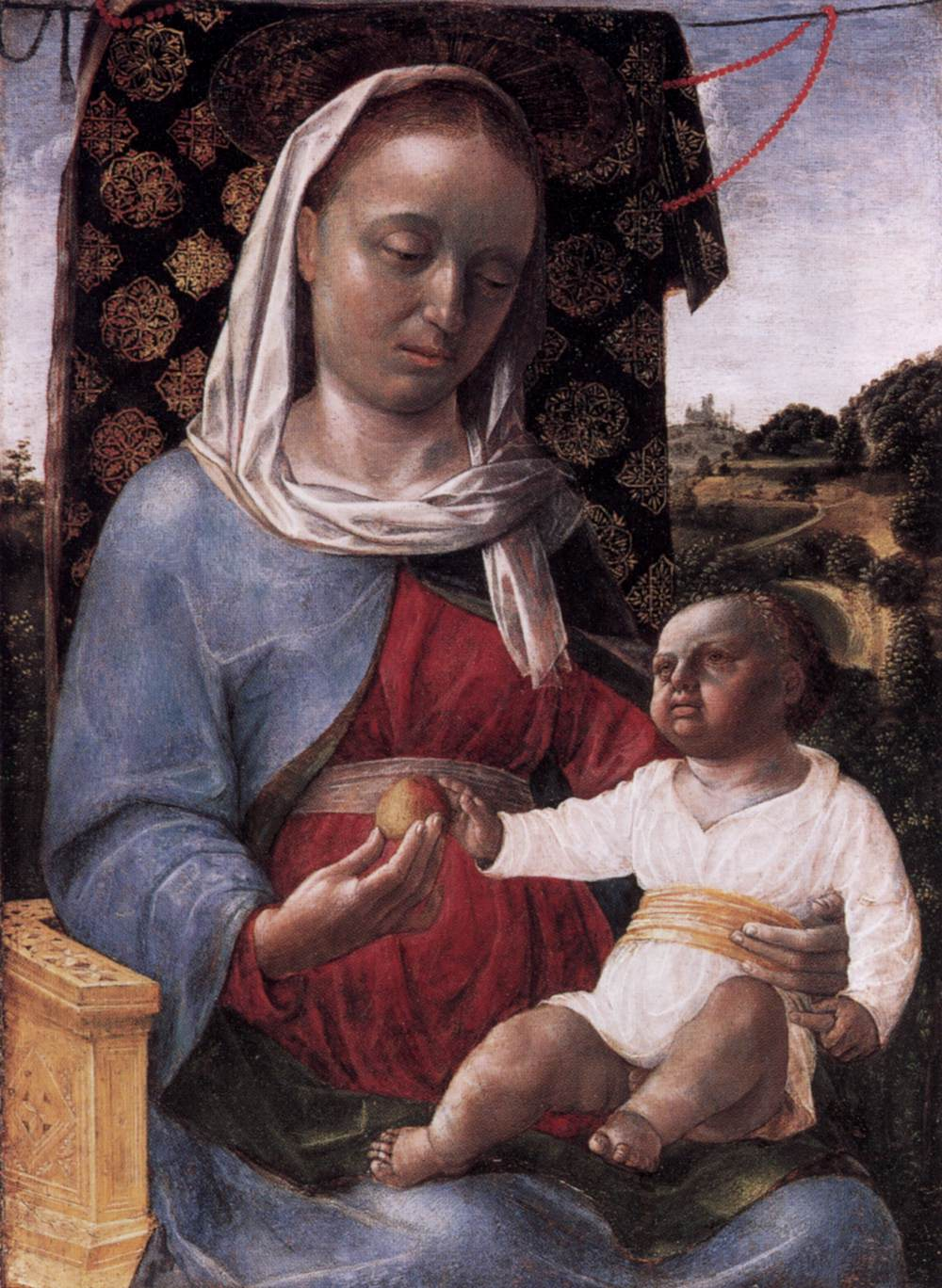
Madone1460, Berlin.
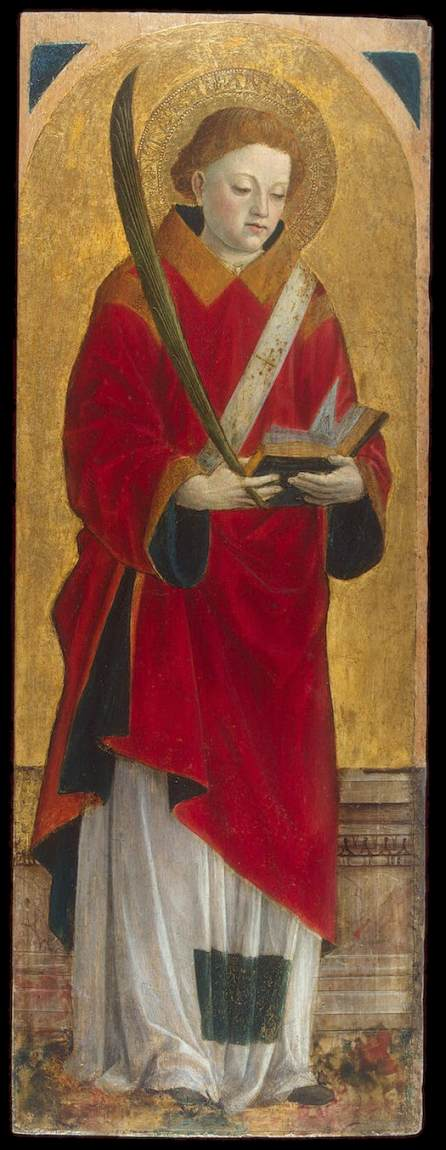
Saint ÉtienneMusée de l'Ermitage.
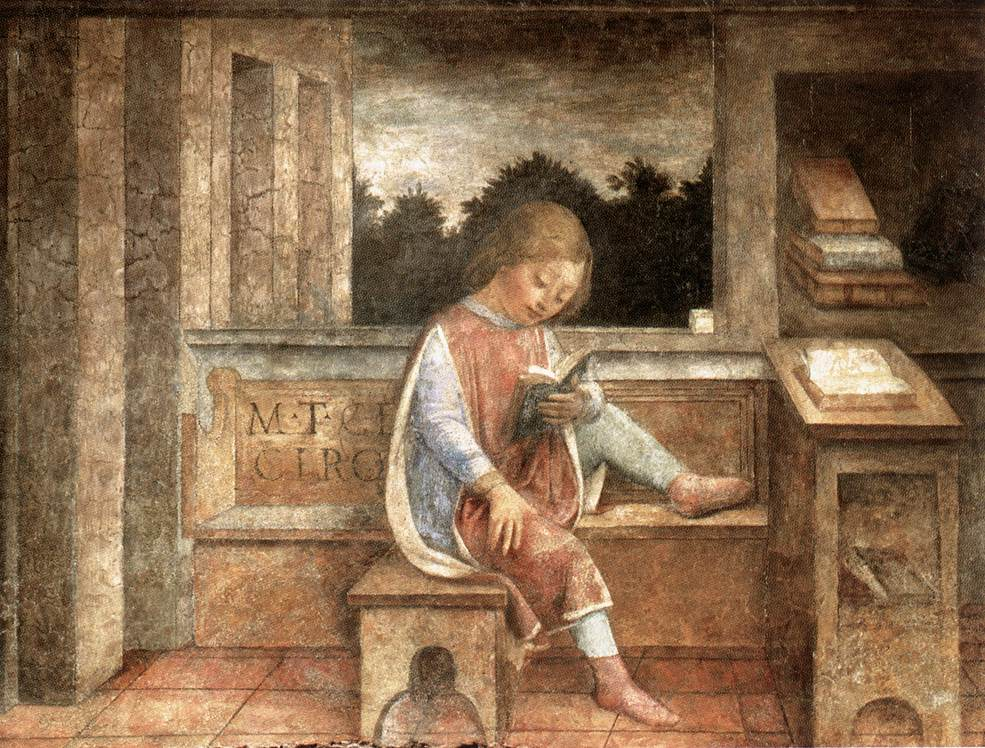
Jeune Cicéron1464, Wallace Collection.
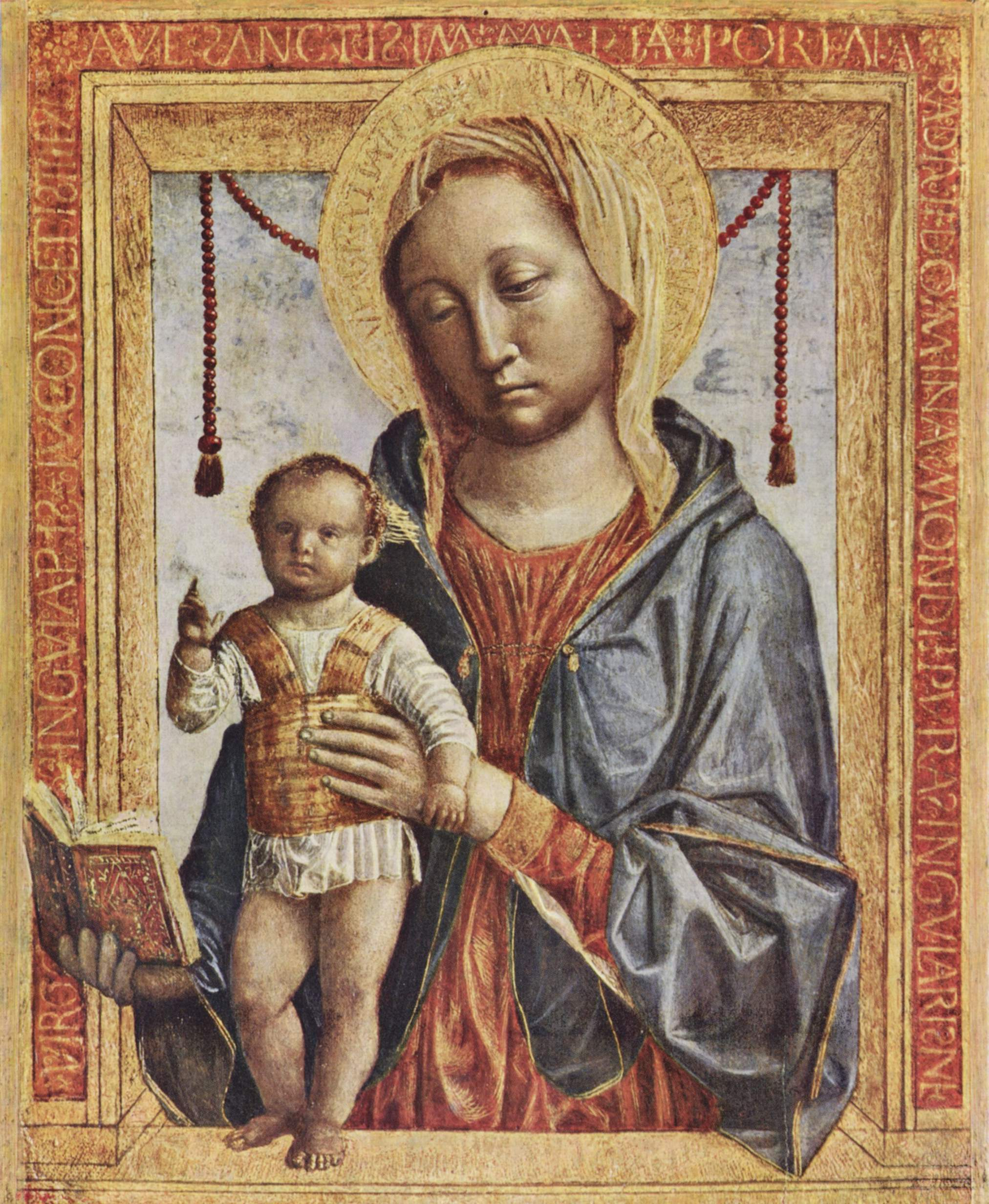
Vierge du Livre1460-1468Château des Sforza.

### Années 1470-1490
- Christ Crucifié, 1470-1480, fresque, Église Santa Maria del Carmine, Brescia
- Sainte famille, v. 1475, tempera sur toile, 26 × 20 cm, Museo Poldi Pezzoli, Milan[11]
- Retable Santa Maria della Grazie, 1500-1510, tempera sur bois, Pinacothèque de Brera, Milan
  - Vierge à l'Enfant[12], 1476, 165 × 80 cm
  - Saint François reçoit les stigmates
  - Madone annoncée, vers 1475- 1480, verre, 318 x 137 cm, Chartreuse de Pavie[13]
- La Vierge à l'Enfant avec un ange, 1480, tempera sur bois, 41 × 32,5 cm, Musée des Offices, Florence
- Vierge à l'Enfant[14], v. 1480, tempera, huile et or sur bois, 44 × 32 cm, Collection Theodore M. Davis, Metropolitan Museum of Art, New York
- Retable Bottigella, 1480-86, Musées Civiques de Pavie[15]
  - Vierge à l'Enfant et les donateurs Giovanni Matteo Bottigella et sa femme Bianca Visconti
- Vierge à l'Enfant avec saint Jean Baptiste et saint Jean l'Évangéliste dite La Madone au tapis, 1485, fresque transférée sur toile, 170 × 190 cm, Pinacothèque de Brera
- Martyre de saint Sébastien, v. 1489, fresque sur toile, 265 × 170 cm, Pinacothèque de Brera, Milan

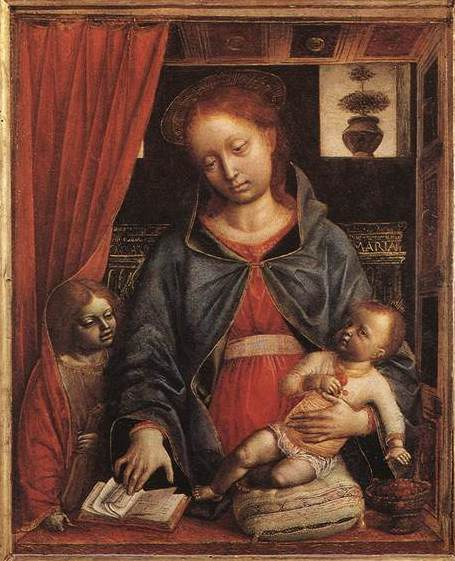
Vierge à l'Enfant1480, Offices.
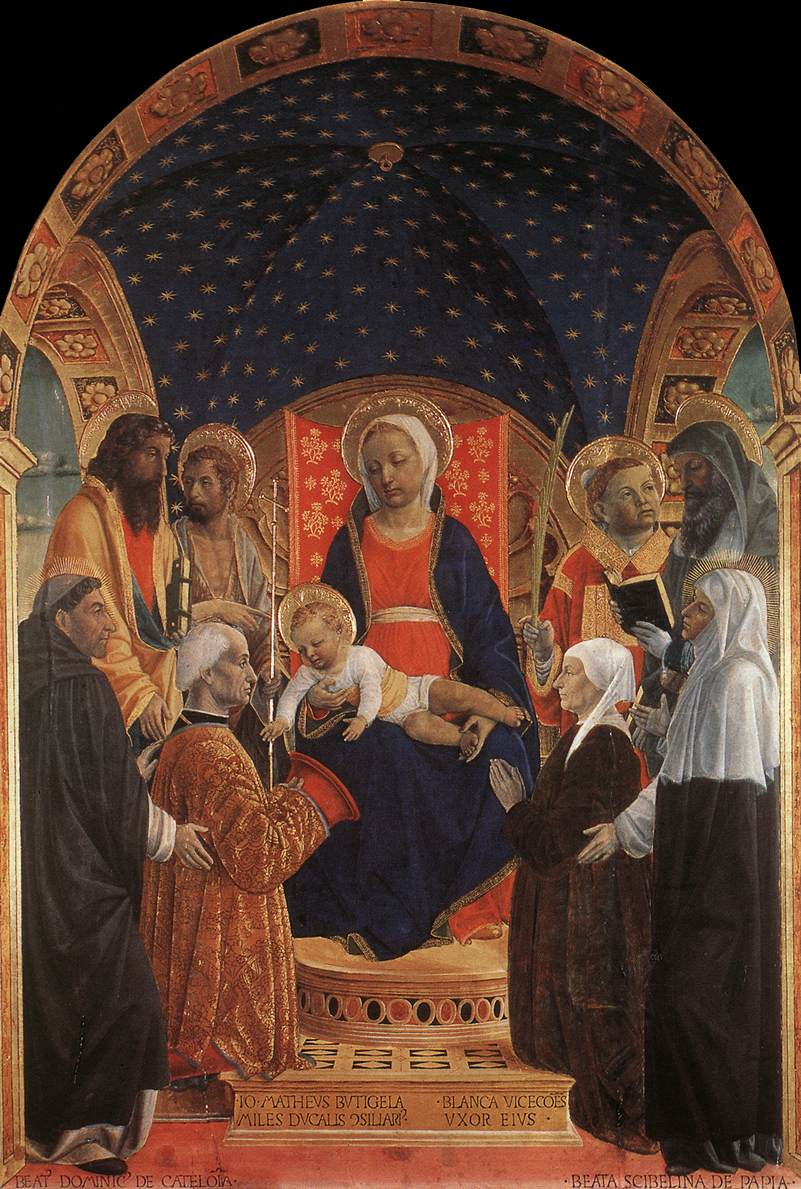
Retable Bottigella1480-1486, Pavie.
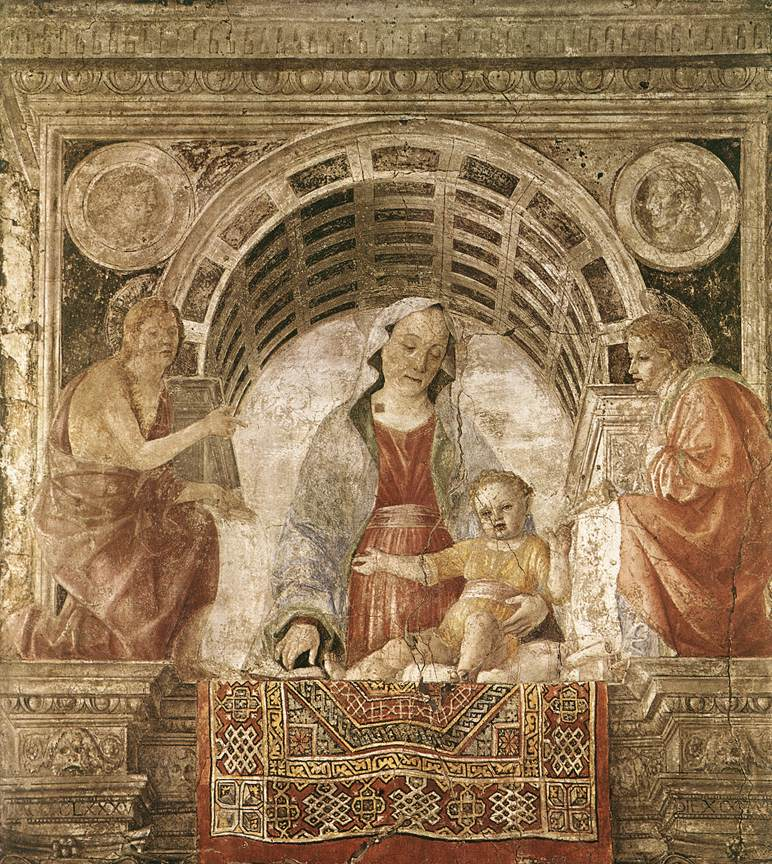
Madone au tapisFresque, 1485, Brera.
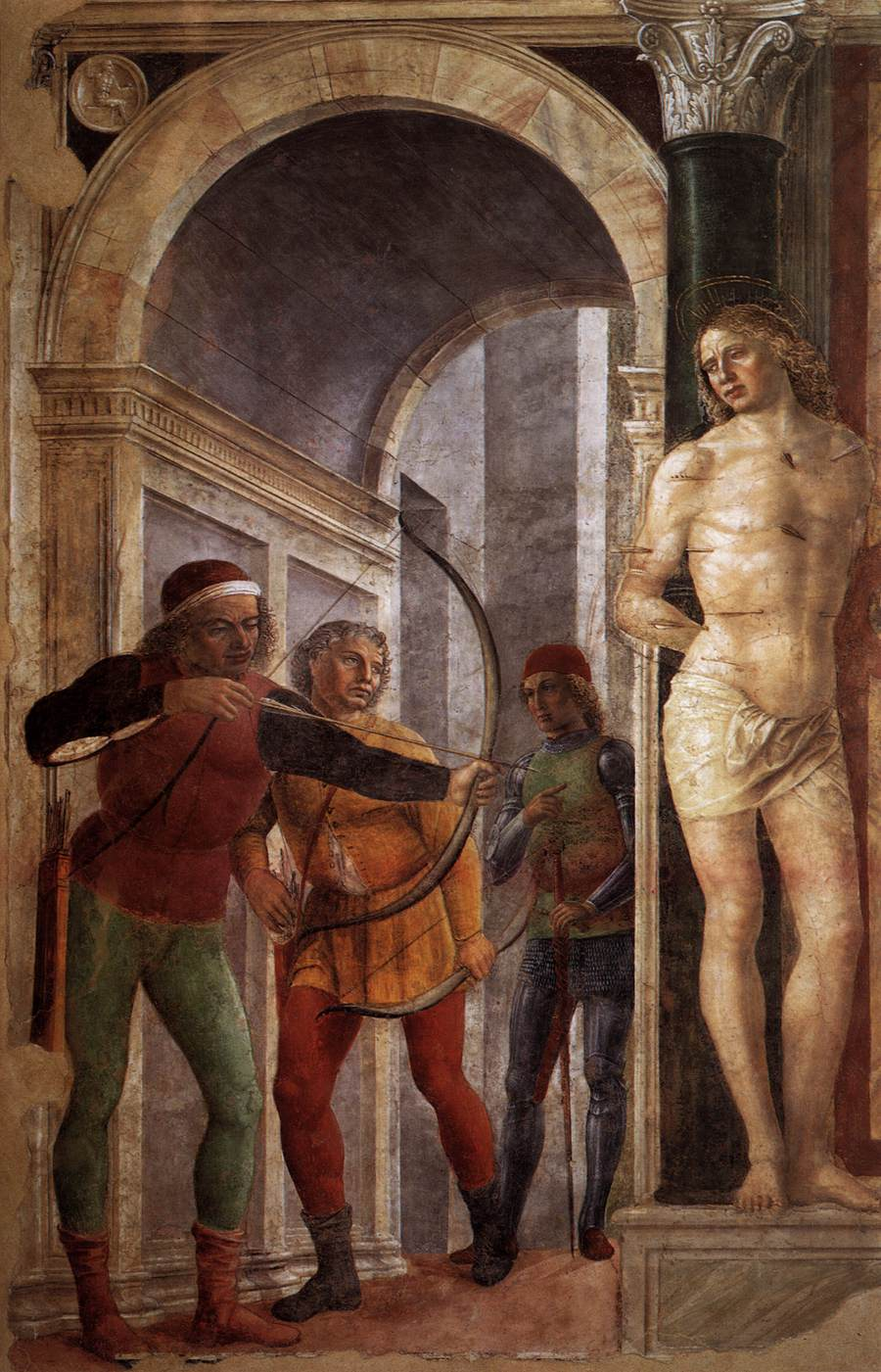
Saint Sébastien1489, Brera.

### Années 1490-1510
- Vierge à l'Enfant devant un paysage, v. 1490, huile et or sur bois, 44 × 34 cm, Johnson Collection, Philadelphia Museum of Art
- Vierge à l'Enfant, 1490-1495, bois, 61 × 38 cm, Museo Poldi Pezzoli
- Martyre de saint Sébastien, 1490-1500, huile sur toile, 240 × 190 cm, Castello Sforza[16]
- Retable du Commerce, fin du XVe siècle, Pinacothèque Tosio Martinengo, Brescia
- Portrait de Giovanni Francesco Brivio, 1495, bois, 47 × 37 cm, Museo Poldi Pezzoli
- Portrait d'un vieux gentilhomme, v. 1495-1500, huile sur bois, 33 × 27 cm, Johnson Collection, Philadelphia Museum of Art[17]
- Saint Bernardin de Sienne, et saint Antoine de Padoue, 1495-1500, huile sur bois, 149 × 57 cm, National Gallery of Art, Washington
- Polyptyque du Très Saint Sacrement, 1501, réalisé pour la basilique San Pietro de Dom, Brescia
  - Saint Jean-Baptiste et saint Stéphane, partie supérieure, Collection de UBI Banca
- Saint Luc, 1510, fresque, Église San Maurizio al Monastero Maggiore, Milan
- Adoration des mages, 1500-1510, panneau, 239 × 200 cm, National Gallery, Londres.

Madone devant un paysage, 1490, Philadelphie
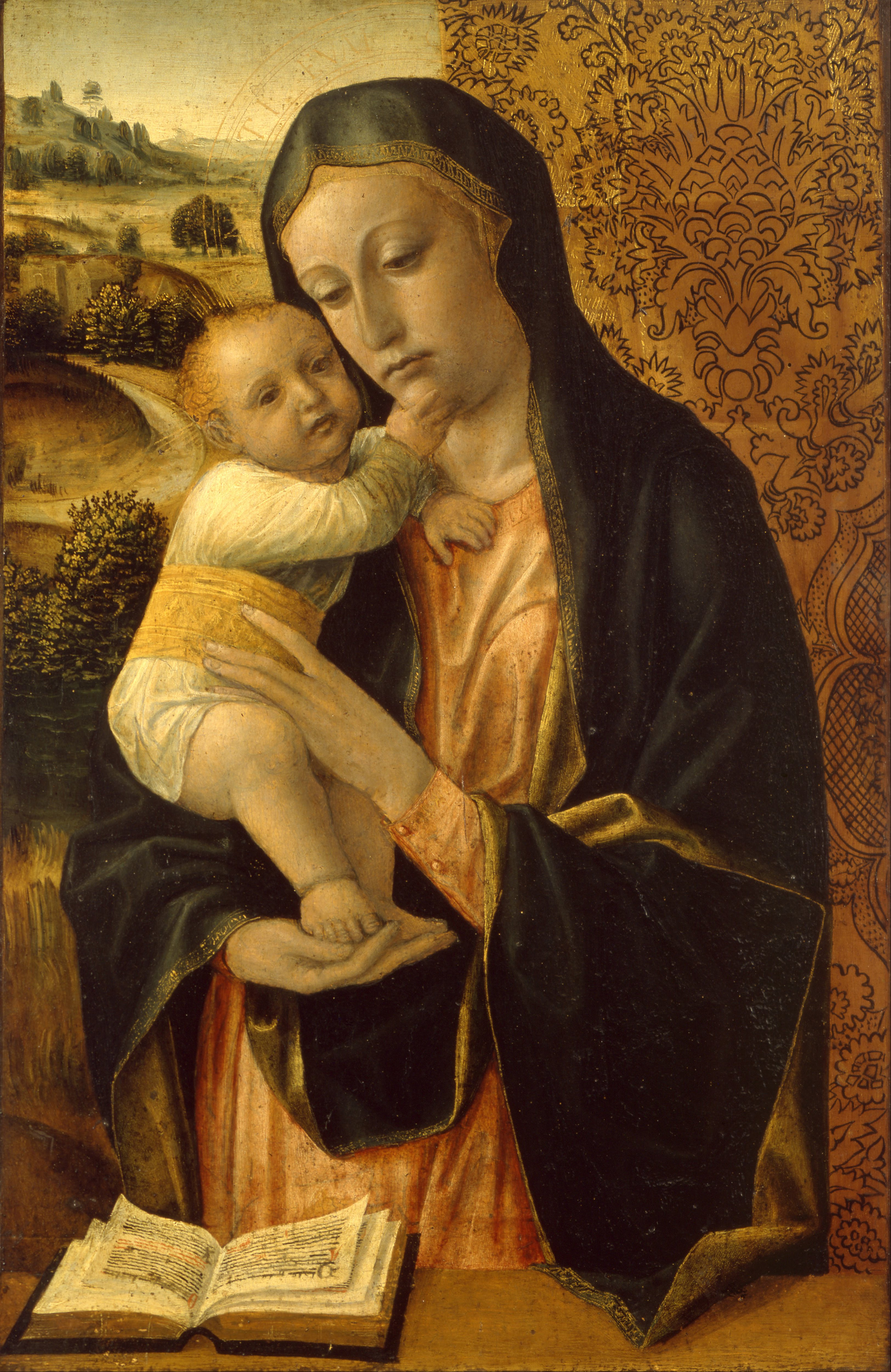
Vierge à l'Enfant 1490-1495, Museo Polidi Pezzoli
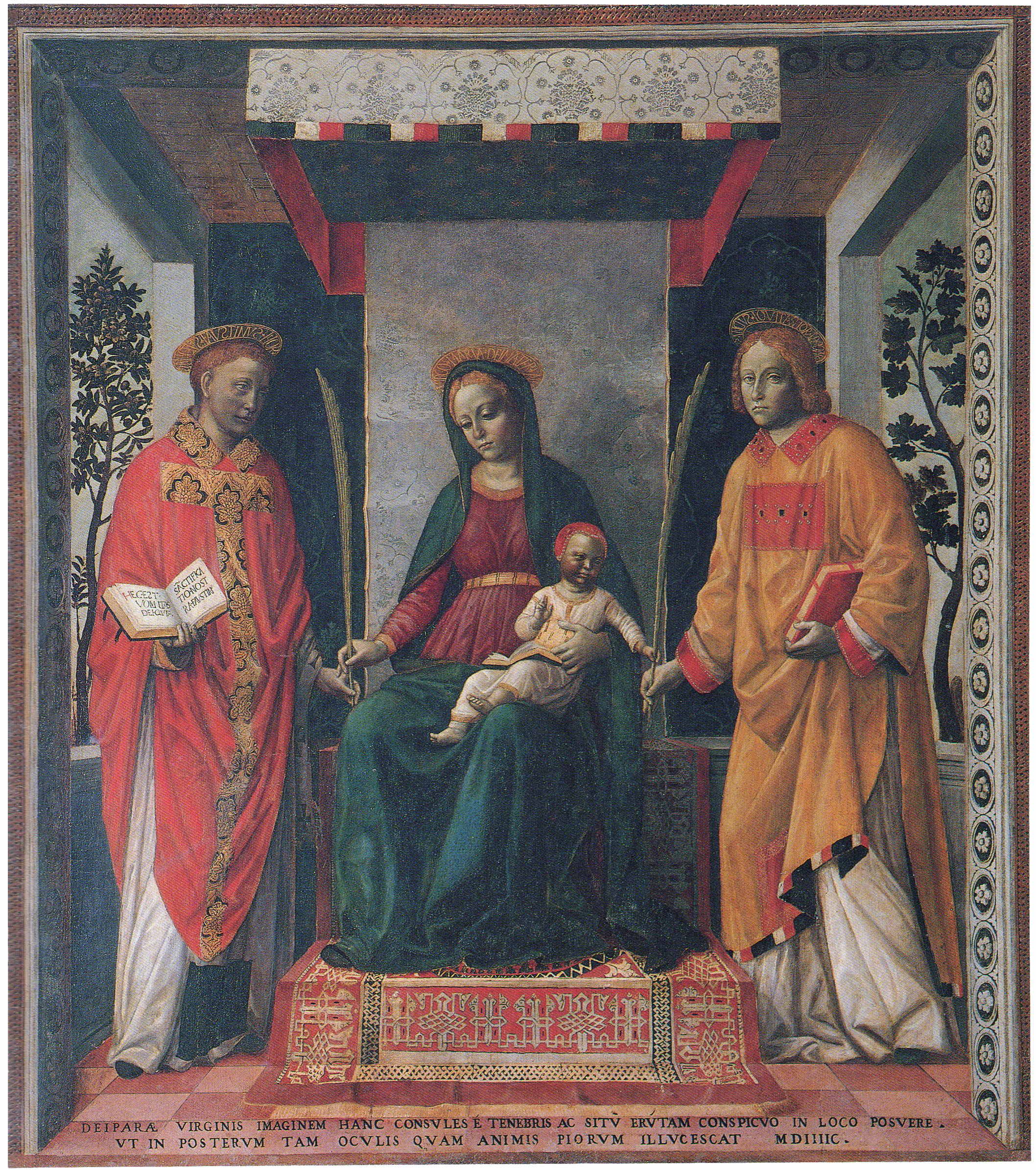
Retable du Commerce, Brescia
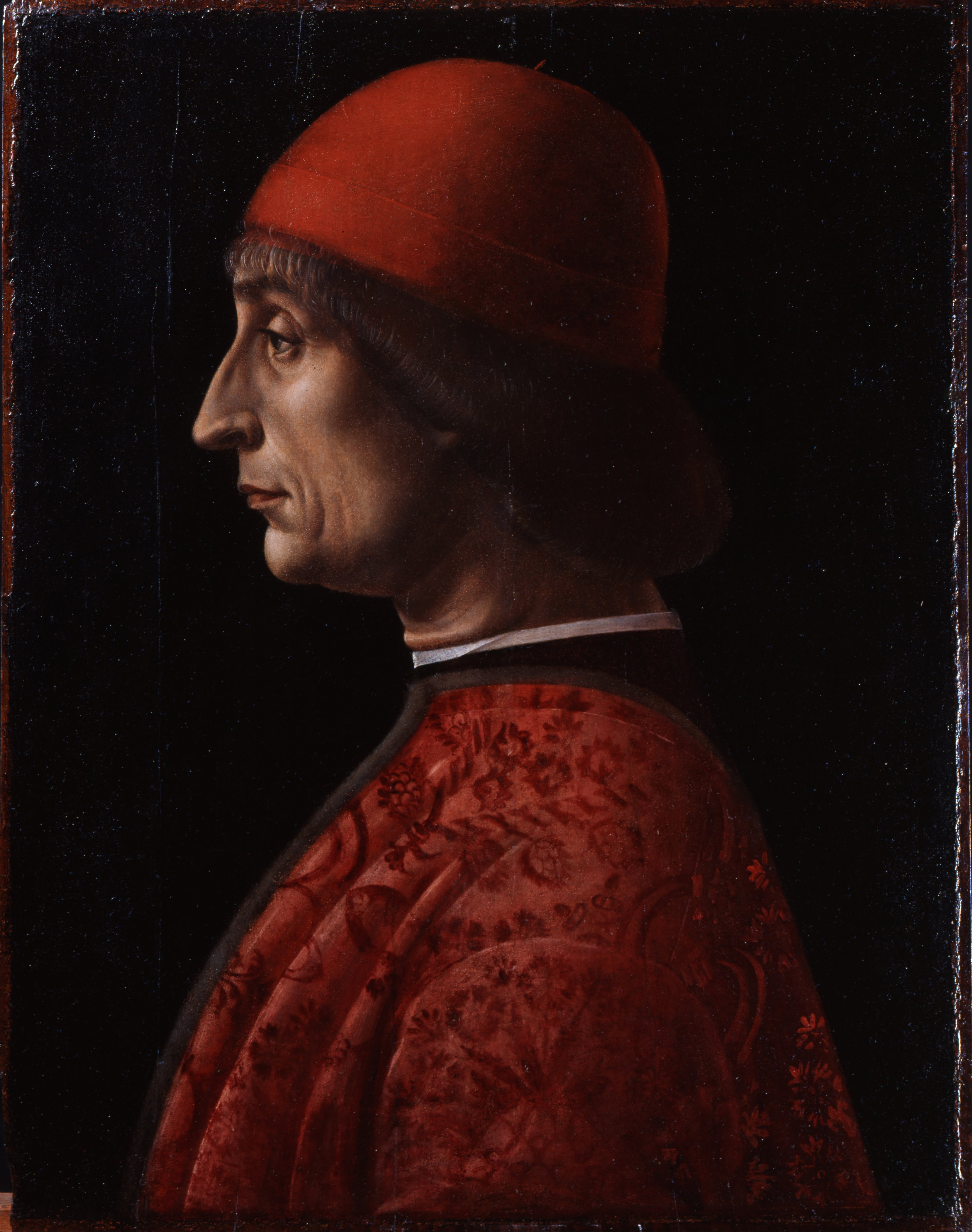
Giovanni Francesco Brivio 1495, Museo Poldi Pezzoli
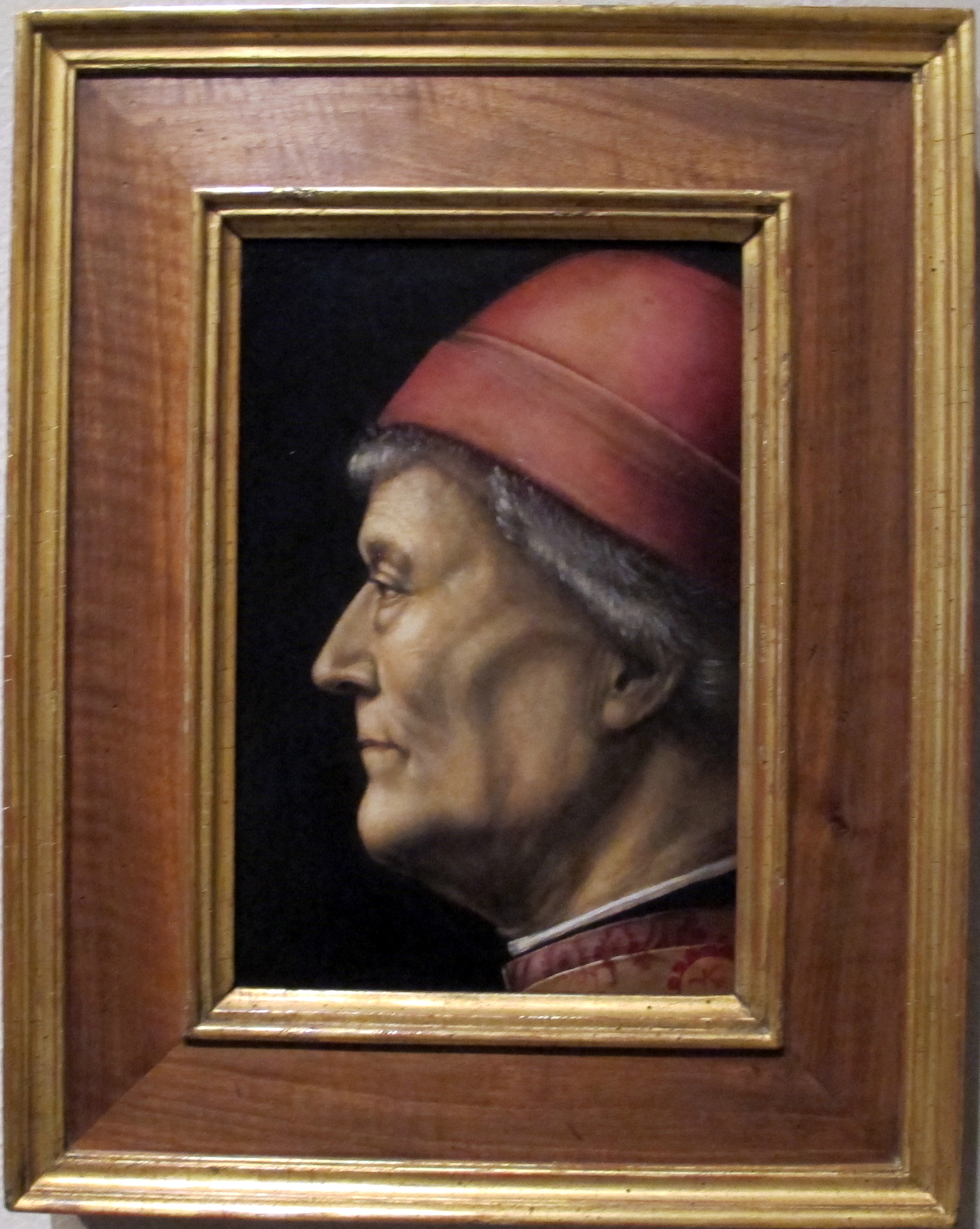
Portrait d'homme âgé 1495-1500, Philadelphie
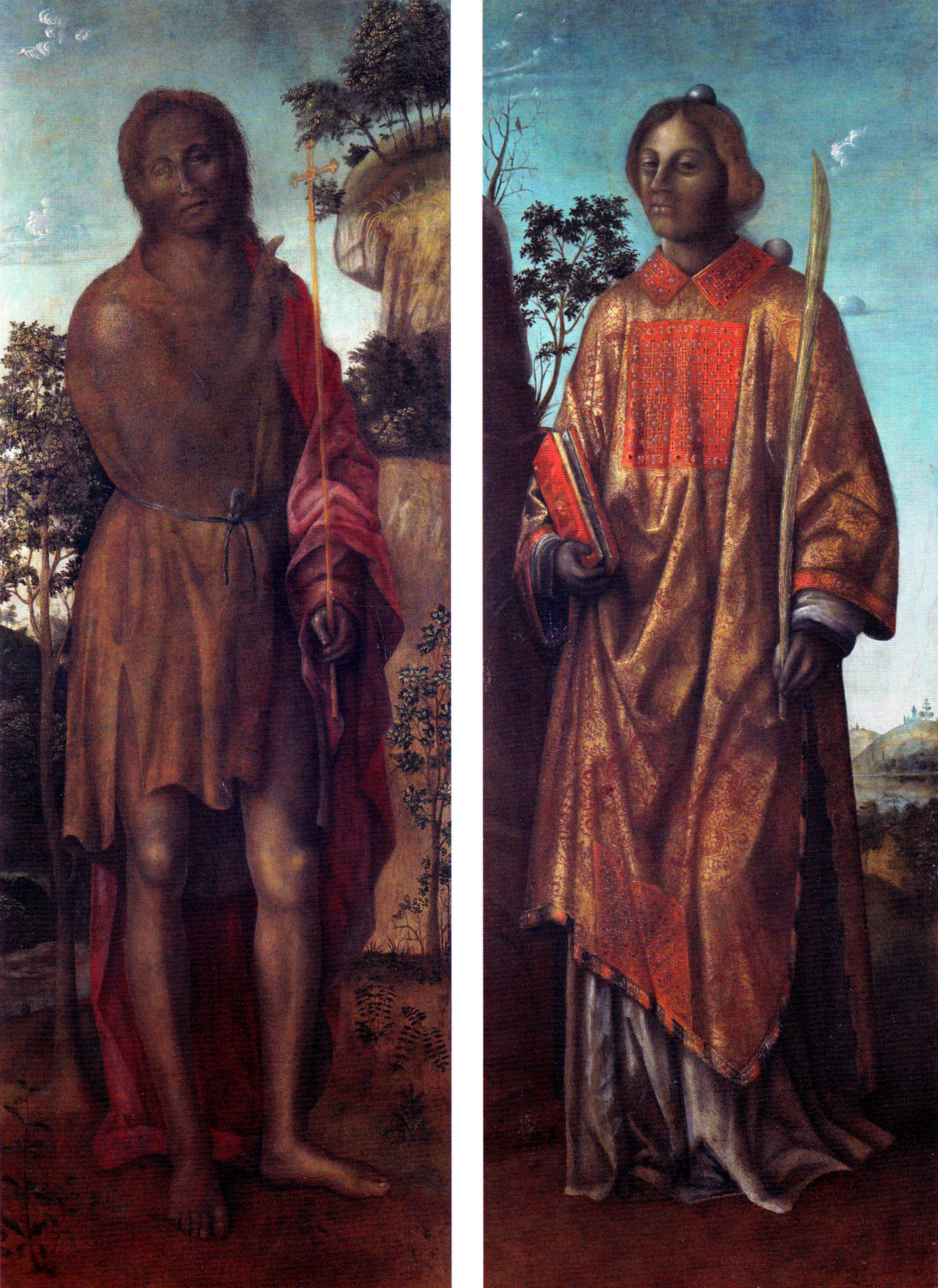
Saints Jean-Baptiste et Stéphane 1501 Collection UBI Banca
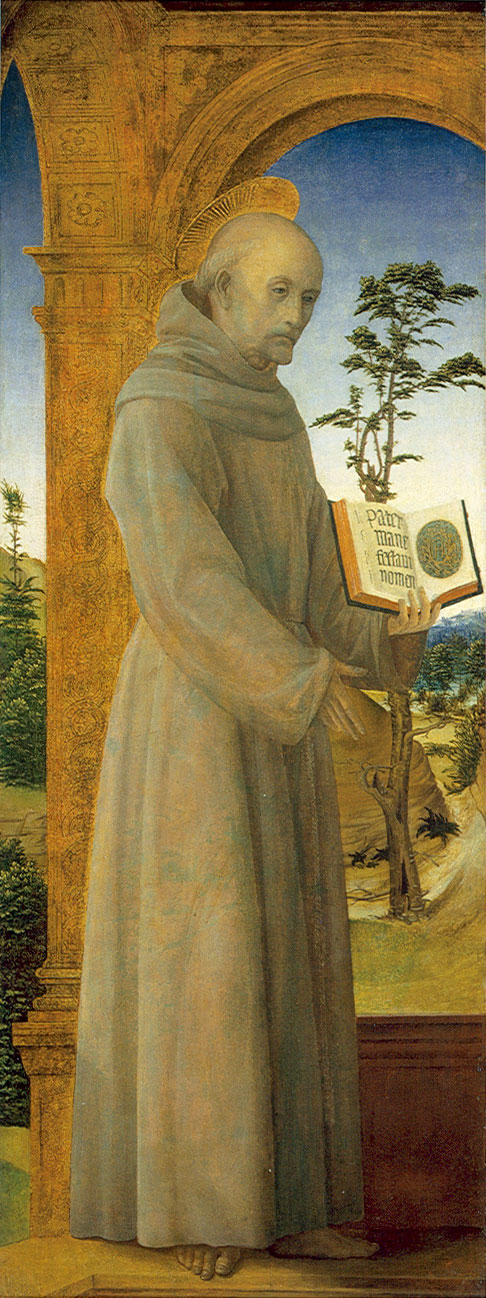
St Bernardin, 1495-1500 Washington
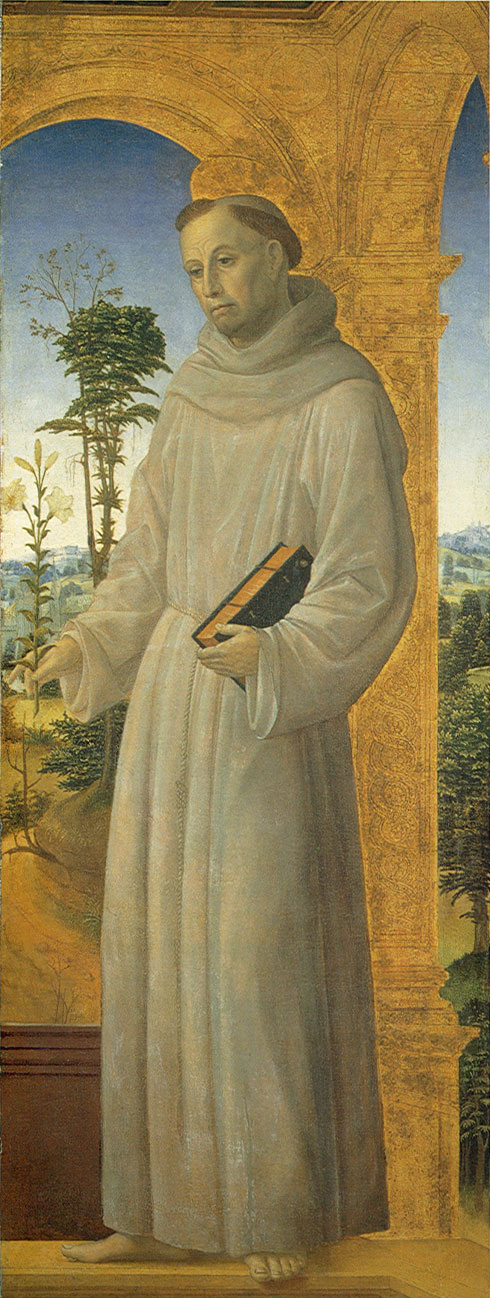
St Antoine, 1495-1500, Washington
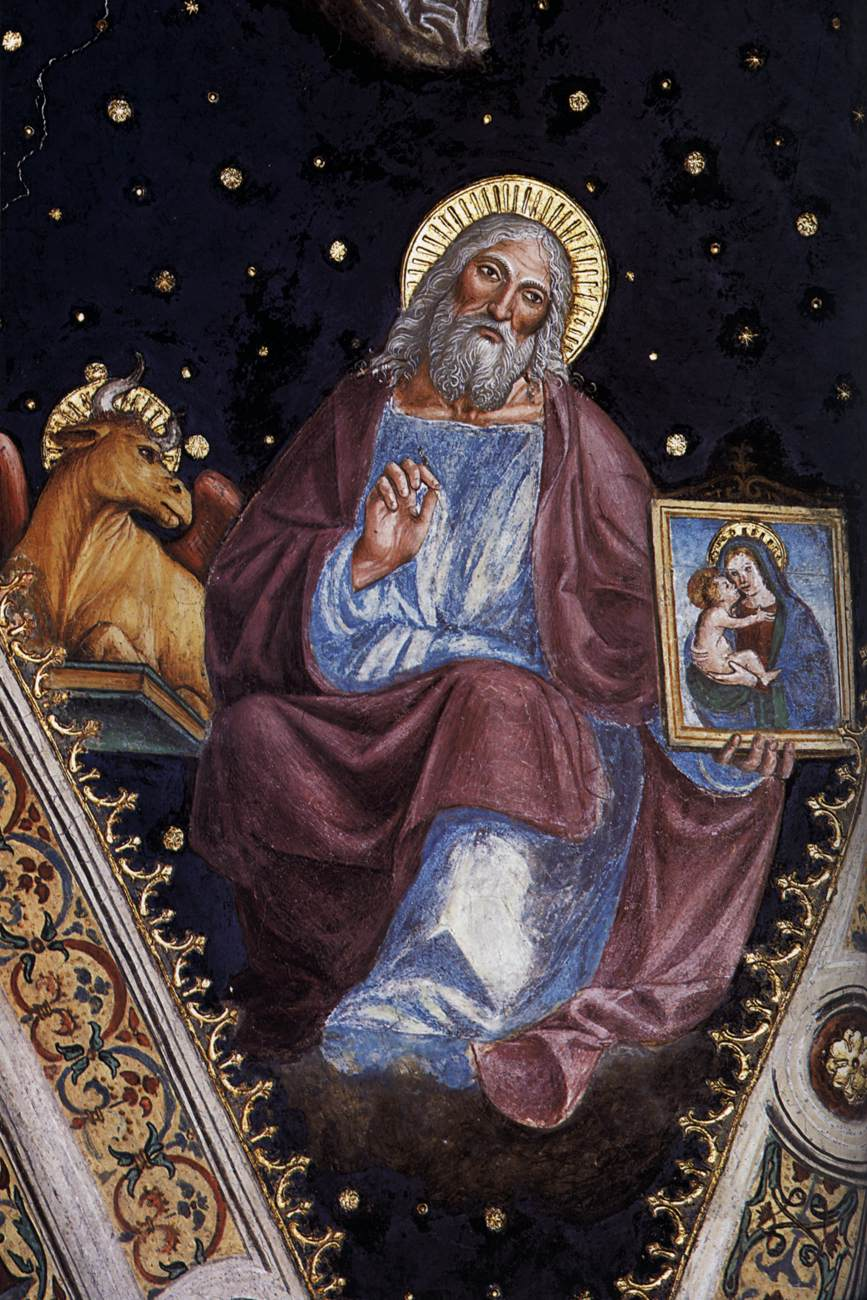
St Luc, 1510 Église Saint-Maurice, Milan
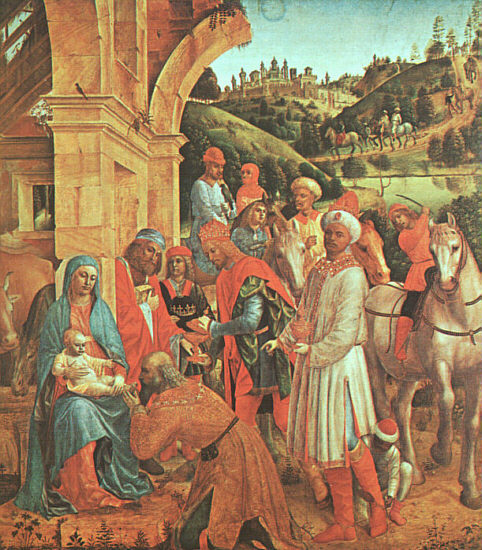
Adoration des Mages 1500-1510 National Gallery

non datés
- Vierge à l'Enfant dans un jardin et cinq anges dite Madone au manteau, collection Bernard Berenson, Villa I Tatti, Florence[18]
- Le Martyre de Saint-Sébastien[19], Collection Berenson, Villa I Tatti, Settignano
- Vierge allaitant, Collection Berenson, Villa I Tatti, Settignano[20]
- Vierge allaitant, Museo Poldi Pezzoli, Milan[15]
- Saint Augustin[21] et saint Théodore[15], château des Sforza, Milan
- Portrait de Jeune fille, Rijksmuseum Amsterdam[15]

## Sources de traduction
- (it) Cet article est partiellement ou en totalité issu de l’article de Wikipédia en italien intitulé « Vincenzo Foppa » (voir la liste des auteurs).

- (en) Cet article est partiellement ou en totalité issu de l’article de Wikipédia en anglais intitulé « Vincenzo Foppa » (voir la liste des auteurs).